# Karl Maybach
Karl Maybach (Deutz, 6 luglio 1879 – Friedrichshafen, 6 febbraio 1960) è stato un ingegnere e imprenditore tedesco, attivo in campo aeronautico ed automobilistico.

## Biografia

### Primi anni e studi conseguiti
Primogenito di Wilhelm Maybach, famosissimo per il suo grande impulso alla nascente industria automobilistica a livello mondiale, e di Bertha Habermaas, Karl Maybach conseguì il titolo di ingegnere meccanico.

### Prime esperienze lavorative
La prima esperienza lavorativa di Karl Maybach risale al 1901 e fu alla Loewe & Co., una fabbrica di armi attiva già da alcuni decenni ed operante a Berlino. Dopo sei mesi cambiò lavoro trasferendosi a Potsdam, presso la Centralstelle wissenschaftlich-technischer Untersuchungen, dove Karl Maybach acquisì le prime esperienze lavorative all'estero, dal momento che venne inviato anche a Losanna (Svizzera) e ad Oxford (Inghilterra). Successivamente, approdò alla Daimler Motoren Gesellschaft, vale a dire nella stessa azienda fondata quindici anni prima dal padre e da Gottlieb Daimler, altro grandissimo pioniere dell'automobile, morto di infarto nel 1900.
Qui, Karl Maybach dimostrò di essere un degno erede del geniale padre che tanto peso ebbe a suo tempo nella nascita dell'automobile e dell'industria ad essa legata. Imparò in fretta tutti i segreti sulla costruzione di validi motori e valide automobili. Nel 1906, Karl Maybach lasciò la DMG e nel mese di settembre partì alla volta di Parigi dove lavorò alla Société d'Atelier de Construction, sempre nel ramo dell'ingegneria, ma anche in quello del design industriale.

### La Luftfahrzeug-Motorenbau GmbH

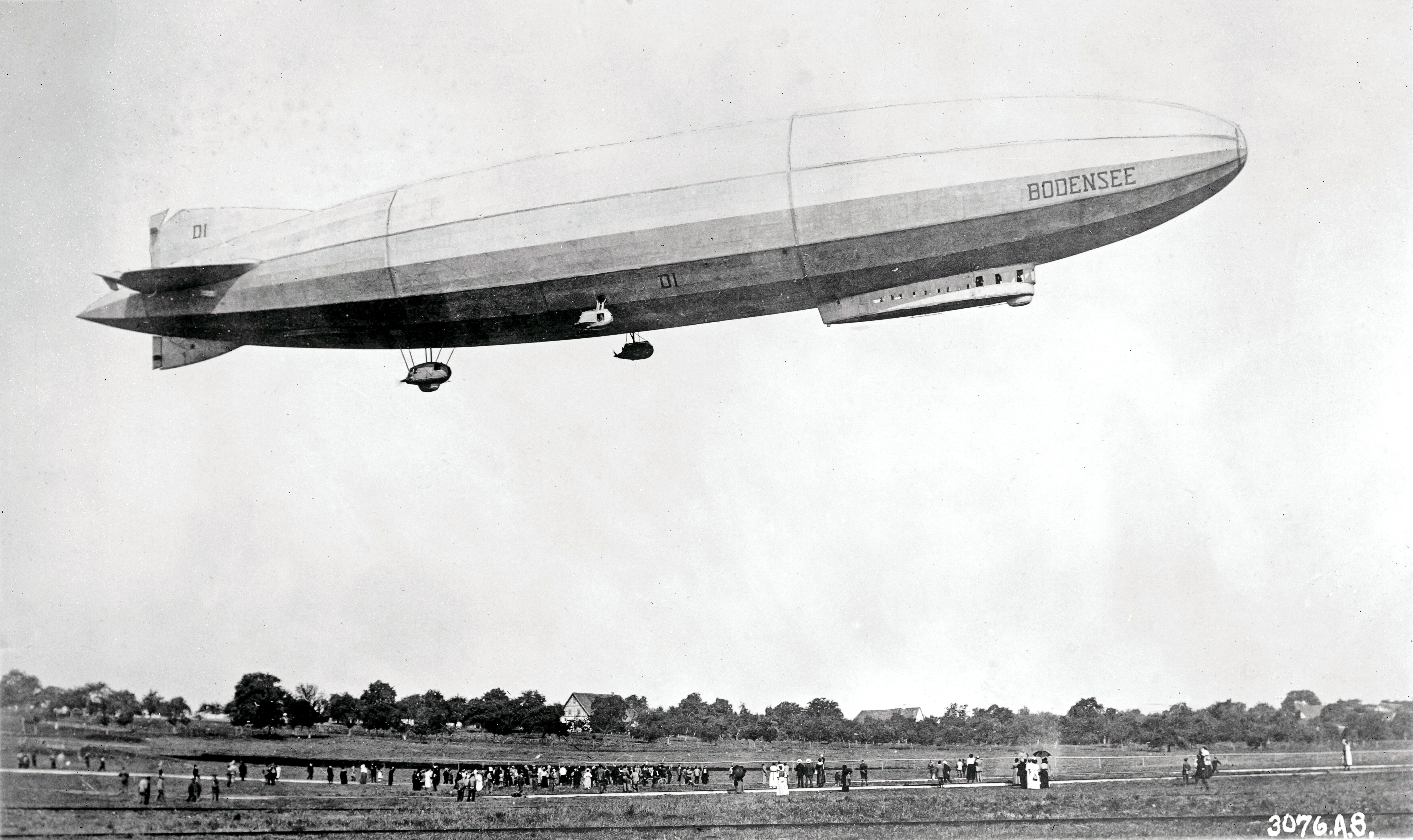
Un dirigibile del 1919, motorizzato dalla Luftfahrzeug-Motorenbau con un motore MbIVa

Frattanto, nel 1907, il padre Wilhelm si dimise dal suo incarico presso la DMG, vessato dalle angherie dei suoi superiori, invidiosi del suo genio e del suo talento.  Durante il primo periodo da disoccupato, e più precisamente a partire dal 23 marzo 1907, Wilhelm Maybach comunicò quotidianamente con il figlio Karl in via epistolare. In questo modo, il padre insegnò tutto quanto rimaneva da insegnare al figlio, che gli esponeva problemi e gli chiedeva opinioni, ricevendone in cambio soluzioni e modalità per far fronte ai vari problemi del caso in ambito ingegneristico. Durante una di queste lettere, Karl ricevette da papà Wilhelm la proposta di lavorare con lui in un'azienda che avrebbe fondato assieme al conte Ferdinand Zeppelin. Tale azienda si sarebbe occupata della costruzione di motori per dirigibili.
Fu così che Karl Maybach, entusiasta di tornare a lavorare al fianco di suo padre, rientrò in Germania da Parigi, dove assistette alla nascita della Luftfahrzeug-Motorenbau GmbH, fondata il 23 marzo del 1909, appunto da Wilhelm Maybach e il conte Zeppelin, con sede a Bissingen/Enz. Direttore tecnico dell'azienda sarebbe stato nominato proprio Karl Maybach. Nel 1912, l'azienda si trasferì a Friedrichshafen, dove cambiò anche ragione sociale in Motorenbau GmbH Friedrichshafen, e dove Karl Maybach entrò nel capitale della società acquisendone il 20%. Anche durante il difficilissimo periodo della prima guerra mondiale, Karl Maybach dimostrò tutto il suo valore trasmessogli dal padre e si gettò nella progettazione e nella costruzione dei motori per dirigibili e per aerei da guerra. Tra questi va ricordato il motore MbIVa.
Nono solo, ma durante questo periodo tutt'altro che allegro, Karl seppe ritagliarsi alcuni tra i giorni più belli della sua vita, poiché convolò a nozze con Kathy Lewerenzovou, dalla quale avrebbe avuto ben cinque figli. Terminato il conflitto, l'azienda si dedicò allo studio su motori diesel, così da esaminare la possibilità di un loro sbocco nello trasporto su strada o in aria. Ma il trattato di Versailles impose fortissime limitazioni alle possibilità costruttive di parecchie aziende tedesche, tra cui anche l'azienda capitanata da Wilhelm e Karl Maybach (nel frattempo il conte Zeppelin era deceduto).

### La Maybach-Motorenbau

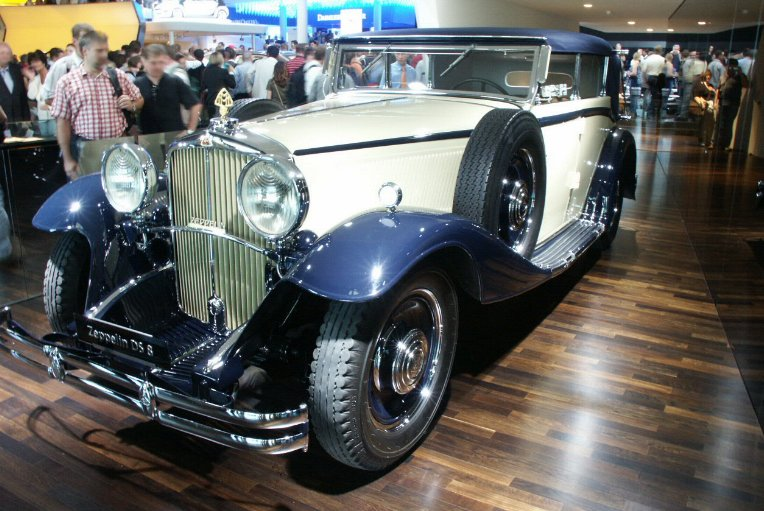
Una Maybach DS8, lussuosissima vettura della Casa di Karl Maybach

Fu così che i due, padre e figlio, decisero di tornare alla produzione di motori per automobili, come un tempo. In realtà, sarebbe stato solo Karl Maybach a fondare la nuova azienda, mentre il padre, lentamente si ritirò a vita privata ed offrì consulenza al figlio solamente da casa. La nuova azienda venne fondata nel 1918 con la ragione sociale di Maybach-Motorenbau: inizialmente, l'azienda voleva dedicarsi solo ai motori, e non alle auto complete, tant'è vero che ricevette una sostanziosa commessa da parte dell'olandese Spyker, che richiedeva ben 1000 motori per il suo modello di punta. Ma quando il quantitativo di motori era quasi ultimato, la Spyker finì improvvisamente in ristretteze economiche e Karl Maybach si ritrovò con varie centinaia di motori nuovissimi ed inutilizzati. Che fare? Si decise di tornare alla costruzione di automobili complete. Fu così che nel settembre del 1921, al Salone di Berlino, venne presentata la Maybach W3, prima autovettura della giovanissima Casa automobilistica.
Nel 1923, Karl Maybach ricevette la laurea honoris causa dall'Università di Stoccarda. Da quel punto in poi fu tutto un susseguirsi di vetture di prestigio, un'epopea che raggiunse uno dei suoi apici nel 1929, con la presentazione della Maybach Typ 12, equipaggiata da un V12 di 7 litri, della potenza di 150 CV. Karl Maybach dichiarò di aver voluto questa vettura assai lussuosa per onorare il padre, oramai anziano, il quale alla fine dello stesso anno morì. Quindi il 1929 fu anche un anno doloroso, e non solo glorioso, per Karl Maybach, il quale due anni dopo perderà anche la madre.

### La seconda guerra mondiale e oltre
Karl Maybach si dedicò alla produzione automobilistica fino al 1939, anno in cui lo scoppio della seconda guerra mondiale lo costringerà nuovamente alla riconversione bellica. Fino al 1941, parte della produzione era ancora dedicata alle automobili, ma a partire da quella data, l'azienda fu costretto ad indirizzare i suoi sforzi unicamente alla folle causa del sanguinoso conflitto. In questa fase della sua vita vennero prodotti principalmente motori per carri armati, per sottomarini e per velivoli. Dopo il conflitto, la parte della Germania in cui risiedeva l'azienda di Karl Maybach finì sotto il controllo delle autorità francesi, per le quali Maybach dovette costruire motori diesel per autocarri. Karl Maybach lasciò la sua azienda nel 1952, per ritirarsi a vita privata nella sua casa di Garmisch-Partenkirchen, dove visse fino alla morte, avvenuta a Friedrichshafen il 6 febbraio del 1960. Sei anni prima, nel 1954, ricevette un'altra onorificenza.